# Pianotrio

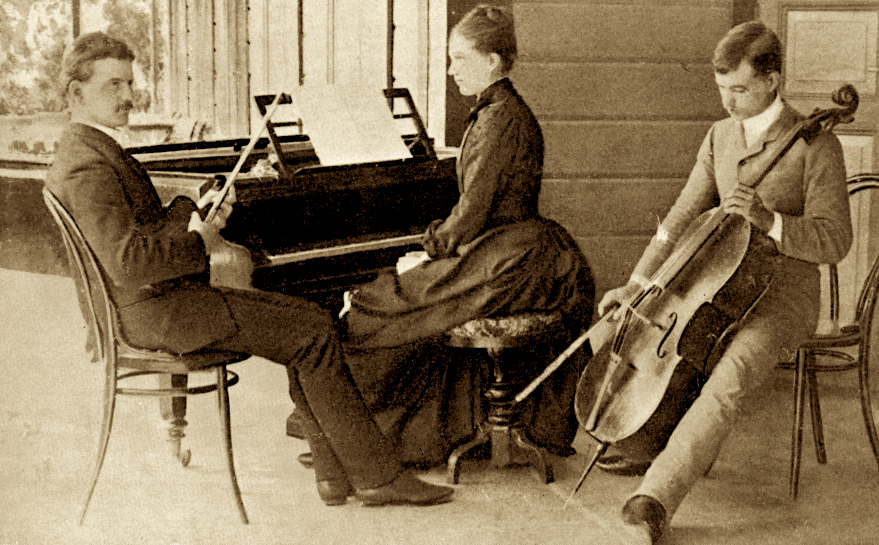
Pianotrio

Een pianotrio is een kamermuziekensemble bestaande uit een piano en twee andere instrumenten, meestal viool en cello. De benaming pianotrio wordt ook gegeven aan een muziekstuk gecomponeerd voor zo'n ensemble. Het is een van de meest voorkomende bezettingen in de klassieke kamermuziek.
In de jazz wordt de term pianotrio gebruikt voor een ensemble van meestal piano, contrabas en drums. Soms neemt de gitaar de plaats in van de drums. De pianist is veelal de leider van het trio.

## Composities
Alle belangrijke componisten sinds de tweede helft van de achttiende eeuw componeerden pianotrio's. Joseph Haydn schreef tientallen pianotrio's, waarin de rol van de cello weliswaar eerst beperkt was, maar later aan belang won. Bij Mozart bestaat het pianotrio uit gelijkwaardige partners, evenals bij Ludwig van Beethoven. Onder de vele Duitse componisten die in de negentiende eeuw meerdere composities in dit genre schreven vallen bijvoorbeeld Franz Schubert, Felix Mendelssohn Bartholdy, Robert Schumann en Johannes Brahms te noemen. In Frankrijk schreven Camille Saint-Saëns, Claude Debussy en Ernest Chausson werken voor deze bezetting.

## Ensembles
De term pianotrio kan slaan op een groep musici die regelmatig samen spelen. De bekendste daarvan waren die met Alfred Cortot, Jacques Thibaud en Pau Casals, aan het begin van de 20e eeuw, en het "six million dollar trio", bestaande uit Jascha Heifetz, Arthur Rubinstein en Gregor Piatigorsky. Beide ensembles bestonden maar korte tijd. Het Amerikaanse Beaux Arts Trio rond de pianist Menahem Pressler, dat 53 jaar bestaan heeft, was een constant pianotrio – alleen de strijkers worden soms afgelost – dat zo het voorbeeld heeft gegeven voor een generatie van even constante ensembles. Een bekend pianotrio van Nederlanders woonachtig in Berlijn aan het begin van de 20e eeuw was Het Hollandse Trio, bestaande uit Coenraad Valentijn Bos, Joseph Maurits van Veen en Jacques van Lier dat tussen 1899 en 1910 bekendheid in heel Europa kreeg.
Een recenter en bekend trio in Amerika bestaat uit Emanuel Ax, Young Uck Kim en Yo-Yo Ma. In Europa zijn de bekendste trio's het Florestan Trio in Groot-Brittannië, en het Wanderer Trio in Frankrijk, Trio Fontenay, Trio Parnassus en Trio Jean Paul in Duitsland, het Vienna Piano Trio in Oostenrijk en het Guarneri Trio in Praag. In Nederland vallen bijvoorbeeld het Vermeertrio, het Storioni Trio, het Trio Suleika, het Osiris Trio, Camerata Busoni en het Aldebaran Trio te noemen.
Bekende voorbeelden uit de jazz zijn de trio's van Red Garland, Oscar Peterson, Bill Evans, Brad Mehldau en het Esbjörn Svensson Trio.

## Pianotrio Repertoire

### A
- Lev Abeliovich
  - Pianotrio (1955)
- Franghiz Ali-Zadeh
  - Impromptus (2004)
- Charles-Valentin Alkan
  - Pianotrio in g klein, Op. 30
- José Antonio Resende de Almeida Prado
  - Trio Maritimo
- Fikret Amirov
  - PianotrioTer nagedachtenis aan Ghadsibekov, versie 2, gedicht voor viool, cello en piano (1953)
- Iosif Andriasov
  - Trio voor viool, cello en piano, Op. 7
- Anton Arensky
  - Pianotrio No. 1 in d klein, Op. 32
  - Pianotrio No. 2 in f klein, Op. 73
- Finn Arnestad
  - Pianotrio
- Malcolm Arnold
  - Pianotrio Op. 54
- Claude Arrieu
  - Pianotrio
- Valery Arsumanov
  - Trio voor piano, viool en cello, Op. 183
- Lera Auerbach
  - Pianotrio, Op. 28 (1992-1996)
  - Postlude, toegift voor Pianotrio (2006)

### B
- Arno Babadzhanyan
  - Pianotrio in F is klein (1953)
- Carl Philipp Emanuel Bach
  - Pianotrio in a klein H 522 (Wq 90:1)
  - Pianotrio in G groot H 523 (Wq 90:2)
  - Pianotrio in C groot H 524 (Wq 90:3)
  - Pianotrio in Bes groot H 525 (Wq 89:1)
  - Pianotrio in C groot H 526 (Wq 89:2)
  - Pianotrio in A groot H 527 (Wq 89:3)
  - Pianotrio in Es groot H 528 (Wq 89:4)
  - Pianotrio in e klein H 529 (Wq 89:5)
  - Pianotrio in D groot H 530 (Wq 89:6)
  - Pianotrio in e klein H 531 (Wq 91:1)
  - Pianotrio in D groot H 532 (Wq 91:2)
  - Pianotrio in F groot H 533 (Wq 91:3)
  - Pianotrio in C groot H 534 (Wq 91:4)
- Johann Christian Bach
  - Pianotrio Op. 2 nr. 1
  - Pianotrio Op. 2 nr. 2
  - Pianotrio Op. 2 nr. 3
  - Pianotrio Op. 2 nr. 4
  - Pianotrio Op. 2 nr. 5
  - Pianotrio Op. 2 nr. 6
  - Pianotrio Op. 15 nr. 1
  - Pianotrio Op. 15 nr. 2
- David N. Baker
  - Contrasts (1976) voor viool, cello, en piano (Opdracht van Het Western Arts Trio)
  - Roots (1976) voor viool, cello, en piano (Opdracht van Het Beaux Arts Trio)
  - Roots II (1992) voor viool, cello, en piano (Opdracht van Het Beaux Arts Trio)
- Woldemar Bargiel
  - Pianotrio No. 1 in F groot, Op. 6
  - Pianotrio No. 2 in Es groot, Op. 20
  - Pianotrio No. 3 in Bes groot, Op. 37
- Vytautas Barkauskas
  - Modus vivendi, Op. 108 (1996)
- Rolen Batik
  - Vier Intermezzi voor Pianotrio
- René-Emmanuel Bâton
  - Pianotrio Op. 31
- Arnold Bax
  - Pianotrio
- Amy Beach
  - Pianotrio in a klein, Op. 150 (1938)
- Ludwig van Beethoven
  - Pianotrio in Es groot WoO 3
  - Allegretto in Bes groot WoO.39
  - Pianotrio Nr. 1 in Es groot Op. 1 nr. 1
  - Pianotrio Nr. 2 in G groot  Op. 1 nr. 2
  - Pianotrio Nr. 3 in c klein Op. 1 nr. 3
  - Pianotrio No. 4 in Bes groot (alternatieve versie van het trio voor klarinet, cello en piano), Op. 11
  - Pianotrio (bewerking - met Beethovens toestemming, mogelijk van zijn hand - van de 2e symfonie in D groot, Op. 36)
  - Pianotrio (bewerking van het Septet in Es groot, Op. 20), Op. 38
  - 10 Variaties voor Pianotrio in Es groot, Op. 44
  - Pianotrio (bewerking van het strijkkwintet in Es groot, Op.4), Op. 63
  - Pianotrio Nr. 5 in D groot "Geistertrio",  Op. 70 nr. 1
  - Pianotrio Nr. 6 in Es groot, Op. 70 nr. 2
  - Pianotrio Nr. 7 in B es groot "Aartshertog", Op. 97
  - Variaties op "Ich bin ein Schneider Kakadu"  in G groot, Op. 121a
  - Uit "25 Ierse volksliederen" (WwO 152)
  - Uit "20 Ierse volksliederen" (WwO 153)
- Leonard Bernstein
  - Pianotrio (1937)
- Henri Bertini
  - Groot Trio voor piano, viool en cello Op.43
- Franz Berwald
  - Pianotrio Nr. 1 in Es groot
  - Pianotrio Nr. 2 in f klein
  - Pianotrio Nr. 3 in d klein
  - Pianotrio Nr. 4 in C groot
- Martin Bjelik
  - Pianotrio in B groot (1986)
- Ernest Bloch
  - Drie Nocturnes (1924)
  - Pianotrio (1925)
- Boris Blacher
  - Pianotrio (1970)
- Ernest Bloch
  - 3 Nocturnes
- Léon Boëlman
  - Pianotrio in G groot Op. 19
- Alexandre Boëly
  - Pianotrio Nr. 2 in C groot Op. 5
- Joseph-Ermend Bonnal
  - Pianotrio (1934)
- Sergei Bortkiewicz
  - Trio voor piano, viool en cello, Op. 38 (1928)
- Marco Enrico Bossi
  - Pianotrio in d-klein, Op. 107
  - Trio sinfonico, Op. 123
- Lili Boulanger
  - Deux pièces en trio (1918)
- Francisco Braga
  - Pianotrio
- Johannes Brahms
  - Pianotrio Nr. 1 in B groot/klein, op. 8 (twee versies; 1854 en 1891)
  - Pianotrio in Bes groot Op. 18 (bewerking van het strijksextet Op. 18 van Theodor Kirchner)
  - Pianotrio in G groot Op. 36 (bewerking van het strijksextet Op. 36 van Theodor Kirchner)
  - Pianotrio Nr. 2 in C groot, op. 87
  - Pianotrio Nr. 3 in c klein, op. 101
  - [Pianotrio Nr. 4 in A groot], op. post. (betwijfeld)
- Bert Breit
  - Shibbolet. Trio voor viool, cello, en piano (1996)
- Tomás Bretón
  - Pianotrio in E groot
- Frank Bridge
  - Phantasy Trio in c klein (1907)
  - Drie miniaturen voor pianotrio 1909-1915
  - Pianotrio nr. 2 (1929)
- Jane Brockman
  - StarSail Trio voor viool, cello en piano (2008)
  - Dance of Spirals: Trio voor viool, cello en piano (2008)
  - Departures: Trio voor viool, cello en piano (2009)
- Max Bruch
  - Pianotrio in c klein, Op.5 (1857)
- Ignaz Brüll
  - Pianotrio in Es groot, Op.14
- Ferruccio Busoni
  - Andante met Variaties en Scherzo, Op.18a (K.184)
- Geoffrey Bush
  - Pianotrio (1952)

### C
- Charles Cadman
  - Pianotrio in D groot Op. 56 (1914)
- Charles Camilleri
  - Pianotrio (2005)
- Alfredo Casella
  - Siciliana e Burlesca, Op. 23-bis
  - Sonata a tre Op. 62
- Gaspar Cassadó
  - Pianotrio in C groot (1925)
- Mario Castelnuovo-Tedesco
  - Pianotrio in G groot Op. 49
  - Pianotrio in g klein Op. 70
- Alexis de Castillon
  - Pianotrio No. 1 in Bes groot, Op.4
- Georgy Catoire
  - Pianotrio in f klein, Op. 14
- Cécile Chaminade
  - Pianotrio No. 1 in g klein, Op. 11
  - Pianotrio No. 2 in a klein, Op. 34
- Ernest Chausson
  - Pianotrio in g klein, op. 3 (1882)
- Frédéric Chopin
  - Pianotrio in g klein, op. 8
- Rebecca Clarke (1886-1979)
  - Pianotrio (1921)
- Aaron Copland
  - Vitebsk: Study on a Jewish Theme voor Pianotrio (1928)
  - Prelude voor Pianotrio
- Carl Czerny
  - Pianotrio No. 1 in E es groot, Op. 105 (alternative version of a viool, horn en Pianotrio)
  - Pianotrio No. 2 in A groot, Op. 166
  - Pianotrio No. 3 in E groot, Op. 173
  - Pianotrio No. 4 in a klein, Op. 289
  - Trois Sonatines faciles et brillantes pour le pianoforte seul ou avec accomp. d'un violon et violoncelle ad libitum, Op. 104
  - Deux Trios brillans pour pianoforte, violon et violoncelle, Op. 211
  - Zes Grote Potpourris voor Pianotrio, Op. 212

### D
- Félicien David
  - Pianotrio Nr. 1
  - Pianotrio Nr. 2 in d klein
  - Pianotrio Nr. 3 in c klein
- Claude Debussy
  - Pianotrio in g klein, L. 3 (1880)
- Edison Denisov
  - Trio voor viool, cello en piano, op. 39 (1971)
- Albert Dietrich
  - Trio nr. 2, A groot, Op. 14
- Ignacy Feliks Dobrzyński
  - Gren Trio, a klein, op. 17
- Stephen Dodgson
  - Pianotrio Nr. 1 "Methought this other Night (1967)
  - Pianotrio Nr. 2 "Canonic Episodes" (1973)
  - Pianotrio Nr. 3 (2000)
- Antonín Dvořák
  - Pianotrio No. 1 in Bes groot, Op. 21 / B. 51
  - Pianotrio No. 2 in g klein, Op. 26 / B. 56
  - Pianotrio No. 3 in f klein (voorheen Op. 64), Op.65 / B.130
  - Pianotrio No. 4 in e klein ("Dumky"), Op.90 / B.166
- Ernö von Dohnányi
  - Pianotrio Op. 1 nr. 1
- Thomas Dunhill
  - Pianotrio in C groot
- Pascal Dusapin
  - Trio Rombach
- Jan Ladislav Dussek
  - Pianotrio in F groot Op. 20 nr. 3
  - Pianotrio in Bes groot Op. 24 nr. 3
  - Pianotrio Nr. 1 in Bes groot Op. 31 nr. 1
  - Pianotrio  Nr. 2 in D groot Op. 31 nr. 2
  - Pianotrio Nr. 3 in C groot Op. 31 nr. 3

### E
- Anton Eberl
  - Pianotrio in Es groot Op. 8 nr. 1
  - Pianotrio in Bes groot Op. 8 nr. 2
  - Pianotrio in c klein Op. 8 nr. 3
- Rosalind Frances Ellicot
  - Pianotrio Nr. 1
  - Pianotrio Nr. 2
- Sven Einar Englund
  - Trio (1982)
- Ivan Eröd
  - Trio No. 1 voor viool, cello en Piano, Op. 21 (1976)
  - Trio No. 2 voor viool, cello en Piano, Op. 42 (1982)
- Heimo Erbse
  - Pianotrio Op. 8 (1953)

### F
- Louise Farrenc
  - Trio voor fluit / viool, cello, en piano in e klein, Op. 45
- Gabriel Fauré
  - Pianotrio in d klein, Op. 120
- Zdeněk Fibich
  - Pianotrio in f klein (1872)
- Josef Bohuslav Foerster
  - Pianotrio No. 1 in f klein, Op. 8
  - Trio No. 2 in B es groot, Op. 38
- Arthur Foote
  - Pianotrio No. 1 in c klein, Op. 5
  - Pianotrio No. 2 in B es groot, Op. 65
- Ron Ford
  - Pianotrio "Brandelli"
- César Franck
  - Pianotrio Nr. 1 Op. 1 nr. 1
  - Pianotrio Nr. 2 Op. 1 nr. 2
  - Pianotrio Nr. 3 in b klein Op. 1 nr. 3
  - Pianotrio Nr. 4 in b klein Op. 2
- Eduard Franck
  - Pianotrio in e klein Op. 11
  - Pianotrio in D groot Op. 20
  - Pianotrio in Es groot Op. 32
  - Pianotrio in D groot Op. 58
- Benjamin Frankel
  - Pianotrio  Op. 10
- Gunnar de Frumerie
  - Pianotrio No. 2, Op. 45 (1952)
- Robert Fuchs
  - Pianotrio Nr. 1 in C groot, Op. 22
  - Pianotrio Nr. 2 in Bes groot, Op. 72
  - Pianotrio Nr. 3 Op. 115

### G
- Niels Wilhelm Gade
  - Pianotrio in Bes groot (1839) (Adagio - Allegro con fuoco)
  - Trio in F groot, Op. 42 (1863)
- Hans Gál
  - Variaties op een oude Weense Heurigenmelodie op.9
- German Galynin
  - Trio (1947)
- Lūcija Garūta
  - Trio in Bes groot (1948)
- Roberto Gerhard
  - Pianotrio in F groot Op. 28
  - Pianotrio in Bes groot Op. 37
- Harald Genzmer
  - Pianotrio in F groot
- Friedrich Gernsheim
  - Pianotrio No. 1 in F groot, Op. 28
  - Trio No.2 [No.4], B groot, Op. 37
  - Twee andere Pianotrios (nog niet in druk verschenen)
- Giorgio Federico Ghedini
  - Due Intermezzi (1915)
- Alexander Goedicke
  - Pianotrio Op. 14 in G klein (1903)
- Ramamés Gnattali
  - Trio Miniatura
- Michail Gnesin
  - Pianotrio Op. 63
- Vladimir Godár
  - Talisman, nocturne (1983)
- Alexander Goehr
  - Pianotrio Op. 20
- Hermann Goetz
  - Pianotrio in g klein, Op. 1
- Carl Goldmark
  - Pianotrio No. 1 in Bes groot, Op. 4[2]
  - Pianotrio No. 2 in e klein, Op. 33
- Rubin Goldmark
  - Trio in d klein, Op. 1
- Enrique Granados
  - Pianotrio, H. 140
- Alexander Gretchaninov
  - Pianotrio No. 1 in c klein, Op. 38 (1906)
  - Pianotrio No. 2 in G groot, Op. 128 (1931)
- Edvard Grieg
  - Andante con moto, c klein, BoSE 137 (1878)

### H
- Daron Hagen
  - Pianotrio No. 1: "Trio Concertante" voor viool, cello, en piano (1984)
  - Pianotrio No. 2: "J'entends" voor viool, cello, en piano (1986)
  - Pianotrio No. 3: "Wayfaring Stranger" voor viool, cello, en piano (2006)
  - Pianotrio No. 4: "Angel Ben" voor viool, cello, en piano (2007)
- Roy Harris
  - Pianotrio (1934)
- Johan Peter Emilius Hartmann
  - Andantino & 8 Variaties in C groot
- Joseph Haydn
  - Pianotrio Nr. 1 in F groot, Hoboken 15/37
  - Pianotrio Nr. 2 in C groot, Hoboken 15/C1
  - Pianotrio Nr. 3 in G groot, Hoboken 14/6
  - Pianotrio Nr. 4 in F groot, Hoboken 15/39
  - Pianotrio Nr. 5 in g klein, Hoboken 15/1
  - Pianotrio Nr. 6 in F groot, Hoboken 15/40 (bestaat met een ander langzaam deel als in het pianoconcert Hob. 18/7)
  - Pianotrio Nr. 7 in G groot, Hoboken 15/41
  - Pianotrio Nr. 8 Hoboken 15/33 (verloren gegaan)
  - Pianotrio Nr. 9 Hoboken 15/D1 (verloren gegaan)
  - Pianotrio Nr. 10 in A groot, Hoboken 15/35
  - Pianotrio Nr. 11 in E groot, Hoboken 15/34
  - Pianotrio Nr. 12 in Es groot, Hoboken 15/36
  - Pianotrio Nr. 13 in Bes groot, Hoboken 15/38
  - Pianotrio Nr. 14 in f klein, Hoboken 15/f1
  - Pianotrio Nr. 15 in D groot, Hoboken 15/deest
  - Pianotrio Nr. 16 in C groot, Hoboken 14/C1
  - Pianotrio Nr. 17 in F groot, Hoboken 15/2
  - Pianotrio Nr. 18 in G groot, Hoboken 15/5 (1784)
  - Pianotrio Nr. 19 in F groot, Hoboken 15/6 (1784)
  - Pianotrio Nr. 20 in D groot, Hoboken 15/7 (1784)
  - Pianotrio Nr. 21 in Bes groot, Hoboken 15/8 (1784)
  - Pianotrio Nr. 22 in A groot, Hoboken 15/9 (1785)
  - Pianotrio Nr. 23 in Es groot, Hoboken 15/10 (1785)
  - Pianotrio Nr. 24 in Es groot, Hoboken 15/11 (1788)
  - Pianotrio Nr. 25 in e klein, Hoboken 15/12 (1788)
  - Pianotrio Nr. 26 in c klein, Hoboken 15/13 (1789)
  - Pianotrio Nr. 27 in As groot, Hoboken 15/14 (1790)
  - Pianotrio Nr. 28 in D groot, Hoboken 15/16 (1790)
  - Pianotrio Nr. 29 in G groot, Hoboken 15/15 (1790)
  - Pianotrio Nr. 30 in F groot, Hoboken 15/17 (1790)
  - Pianotrio Nr. 31 in G groot, Hoboken 15/32 (1792)
  - Pianotrio Nr. 32 in A groot, Hoboken 15/18 (1793)
  - Pianotrio Nr. 33 in g klein, Hoboken 15/19 (1793)
  - Pianotrio Nr. 34 in Bes groot, Hoboken 15/20 (1794)
  - Pianotrio Nr. 35 in C groot, Hoboken 15/21 (1794)
  - Pianotrio Nr. 36 in Es groot, Hoboken 15/22 (1794)
  - Pianotrio Nr. 37 in d klein, Hoboken 15/23 (1794)
  - Pianotrio Nr. 38 in D groot, Hoboken 15/24 (1795)
  - Pianotrio Nr. 39 in G groot, Hoboken 15/25 (1795) "Zigeunertrio"
  - Pianotrio Nr. 40 in fis klein, Hoboken 15/26 (1795)
  - Pianotrio Nr. 41 in es klein, Hoboken 15/31 (1797)
  - Pianotrio Nr. 42 in Es groot, Hoboken 15/30 (1797)
  - Pianotrio Nr. 43 in C groot, Hoboken 15/27 (1797)
  - Pianotrio Nr. 44 in E groot, Hoboken 15/28 (1797)
  - Pianotrio Nr. 45 in Es groot, Hoboken 15/29 (1797)
- David Philip Hefti
  - Schattenspie(ge)l Trio voor viool, Cello en Piano (2006)
- Stephen Heller
  - Intermezzo in E groot (1842)
- Oscar van Hemel
  - Pianotrio (1937)
- Adolf von Henselt
  - Trio in a klein, Op. 24 [4]
- Fini Henriques
  - Bornetrio (Kindertrio) Op. 31
- Hans Werner Henze
  - Adagio adagio (1993)
- Robert Hermann
  - Pianotrio in d-klein Op. 6 (1895)
- Heinrich von Herzogenberg
  - Pianotrio in c klein Op. 24
  - Pianotrio in d klein Op. 36
- Louis Ferdinand von Hohenzollern (Prins van Pruisen)
  - Trio No. 3 in Es groot, Op. 10
- Vagn Gylding Holmboe
  - Pianotrio Op. 64 (1954)
  - Pianotrio "Nuigen" Op. 129 (1976)
- Gustav Holst
  - Pianotrio in Es groot
- Arthur Honneger
  - Pianotrio Op. 214 (1914)
- Hans Huber
  - Eine Bergnovelle (naar E. Zahn's "Bergvolk", Trio No. 4, op. 120)
- Johann Nepomuk Hummel
  - Pianotrio No, 1 in Es groot, Op. 12
  - Pianotrio No. 2 in F groot, Op. 22
  - Pianotrio No. 3 in G groot, Op. 35
  - Pianotrio No. 4 in G groot, Op. 65
  - Pianotrio No. 5 in E groot, Op. 83
  - Pianotrio No. 6 in Es groot, Op. 93
  - Pianotrio No. 7 in Es groot, Op. 96
- William Yeats Hurlstone
  - Pianotrio in G groot (1907)
- Miriam Hyde
  - Fantasy Trio in b klein, Op. 26 (1932-3)

### I
- Wilfred d'Indy
  - Pianotrio in G groot Op. 15
- John Ireland
  - Phantasy-Trio in a klein (1906)
  - Pianotrio No. 2 in es klein (1917)
  - Pianotrio No. 3 in E groot (1938)
- Charles Ives (1874-1954)
  - Pianotrio, S. 86 (1904-11)

### J
- Salomon Jadassohn
  - Pianotrio Nr. 1 in F groot Op. 16
  - Pianotrio Nr. 2 in E groot Op. 20
  - Pianotrio Nr. 3 in c klein Op. 59
  - Pianotrio Nr. 4 in c klein Op. 85
- Willem Jeths
  - Pianotrio "Chiasmos"
- John Joubert
  - Landscapes voor sopraan en Pianotrio, op. 129
- Paul Juon
  - Trio Miniaturen (1920)
  - Pianotrio Nr. 1 in a klein, Op.17
  - Trio-Caprice op Selma Lagerlof's "Gosta Berling" in b klein, Op. 39 (Trio Nr. 2)
  - Pianotrio Nr. 3 in G groot, Op. 60
  - Litaniae. Tone Poem in C is klein, Op. 70 (Trio Nr. 4)
  - Legend in d klein, Op. 83 (Trio No. 5)
  - Suite in C groot, Op. 89

### K
- Jindrich Kaan z Albestu
  - Pianotrio No. 2 in g klein, Op. 29
- Mauricio Kagel
  - Pianotrio No.1 (1984/85)
  - Pianotrio No. 2 (2001)
- Jouni Kaipainen
  - Pianotrio Op. 29 (1987)
- Friedrich Kalkbrenner
  - Pianotrio No. 1, Op. 7
  - Pianotrio No. 2, Op. 14
  - Pianotrio No. 3, Op. 26
  - Pianotrio No. 4, Op. 84
  - Pianotrio No. 5, Op. 149
- Hugo Kaun
  - Pianotrio No. 1 in Bes groot, Op. 32 (gepubliceerd in 1896)
  - Pianotrio No. 2 in c klein, Op. 58 (gepubliceerd in 1904)
- Friedrich Kiel
  - Pianotrio No. 1 in D groot Op. 3
  - Pianotrio No. 2 in A groot Op. 22
  - Pianotrio No. 3 in Es groot Op. 24
  - Pianotrio No. 4 in cis klein Op. 33
  - Pianotrio No. 5 in G groot Op. 34
  - Pianotrio No. 6 in A groot Op. 65,1
  - Pianotrio No. 7 in g klein Op. 65,2
- Leon Kirchner
  - Pianotrio No. 1 (1954)
  - Pianotrio No. 2 (1993)
- Theodor Kirchner
  - Novelletten op. 59
- Herman David Koppel
  - Variaties Op. 80
- Nikolai Korndorf
  - Are You Ready Brother Trio voor piano, viool en cello (1996)
- Erich Korngold
  - Pianotrio in D groot Op. 1
- Joseph Martin Kraus
  - Pianotrio in D groot (1786)
- Ernst Křenek
  - Triophantasie, Op. 63 (1929)
- Rafael Kubelík
  - Trio concertante (1988)
- Toivo Kuula
  - Pianotrio  in A groot Op. 7

### L
- Osvaldo Lacerda
  - Pianotrio
- László Lajtha
  - Trio concertante, Op. 10 (1928)
- Édouard Lalo
  - Pianotrio No. 1 in c klein, Op. 7
  - Pianotrio No. 2 in b klein (Ode aan de Muziek "Descend, ye Nine?")
  - Pianotrio No. 3 in a klein, Op. 26
- Peter Lange-Müller
  - Pianotrio in f klein Op. 53
- Rued Langgaard
  - Pianotrio "Fjeldblomster"
- Kenneth Leighton
  - Pianotrio Op. 46
- Ernst Ludwig Leitner
  - Tempus edax rerum (1994)
- Guillaume Lekeu
  - Pianotrio  in c klein
- Lowell Liebermann
  - Pianotrio No. 1, Op. 32 (1990)
  - Pianotrio No. 2, Op. 77 (2001)
- Henry Charles Litolff
  - Pianotrio No. 1 in d klein, Op. 47
  - Pianotrio No. 2, Op. 56
  - Pianotrio No. 3 in c klein, Op. 100
- Franz Liszt
  - Rhapsodie Hongroise No. 9 - Le Carnaval de Pesth [S.379]
  - Orpheus. Symfonisch Gedicht (bewerkt door Camille Saint-Saëns)
  - Pianotrio La Lugubre Gondola (1882), ook bewerkt voor piano solo
- Theo Loevendie
  - Pianotrio "Ackermusik" (1997)
- Heinz Martin Lonquich
  - Pianotrio II (2005)
- Christophe Looten
  - Pianotrio (2012)

### M
- James MacMillan
  - Fourteen little pictures
- Artur Malawski
  - Pianotrio in C is groot (1953)
- Gian Francesco Malipiero
  - Sonata a tre (1927)
- Otto Malling
  - Pianotrio in a klein, op. 36
- Heinrich Marschner
  - Pianotrio no. 1 in a klein, op.29 (1823)
  - Pianotrio no. 2 in g klein, op. 111 (1841)
  - Pianotrio no. 3 in f klein op.121 (1843)
  - Pianotrio no. 4 in D, op.135 (1847)
  - Pianotrio no. 5 in d klein, op.138 (1848)
  - Pianotrio no. 6 in c klein, op. 148 (1851)
  - Pianotrio no. 7 in F, op. 167 (1855)
- Frank Martin (1890-1974)
  - Trio sur des mélodies polulaires irlandaises (1925)
- Bohuslav Martinů
  - Pianotrio No. 1 ("Cinq pièces brèves"), H. 193
  - Pianotrio No. 2 in d klein, H. 327
  - Pianotrio No. 3 in C groot "Grand Trio", H. 332
  - Five Bergerettes voor Pianotrio, H. 275
- Giuseppe Martucci
  - Pianotrio No. 1 in C groot, Op. 59
  - Pianotrio No. 2 in C groot, Op. 62
- William Mathias
  - Pianotrio Op. 30
- Nicholas Maw
  - Pianotrio (1991)
- Peter Maxwell Davies
  - A voyage to fair isle (2002)
- Joseph Mayseder
  - Pianotrio No. 4 in G groot, Op. 59
- Henryk Melcer
  - Pianotrio in g klein Op. 2
- Ludwig Meinardus
  - Pianotrio in a klein, Op. 40
- Fanny Mendelssohn
  - Pianotrio in d klein, Op.11
- Felix Mendelssohn Bartholdy
  - Pianotrio No. 1 in d klein, Op. 49 (1839)
  - Pianotrio No. 2 in c klein, Op. 66 (1845)
- Krzysztof Meyer
  - Pianotrio, Op. 50 (1980)
- Darius Milhaud
  - Pianotrio, Op. 428 (1969)
- Ernest John Moeran
  - Pianotrio in D groot
- Paul Morvec
  - Scherzo
- Ignaz Moscheles
  - Pianotrio in c klein Op. 84
- Wolfgang Amadeus Mozart
  - Pianotrio No. 1 in B es groot, K. 254
  - Pianotrio No. 2 in G groot, K. 496
  - Pianotrio No. 3 in B es groot, K. 502
  - Pianotrio No. 4 in E groot, K. 542
  - Pianotrio No. 5 in C groot, K. 548
  - Pianotrio No. 6 in G groot, K. 564
  - Divertimento Bes groot K. 254
  - Allegro in d klein, K. 442/1 (1783?)
  - Andantino in G groot, K. 442/2 (1783?)
  - Allegro in D groot, K. 442/3 (1783?)
  - Fragment in Bes groot, K. 501a (1786)
- Robert Muczynski
  - Pianotrio No. 1, Op. 24 (1966)
  - Pianotrio No. 2, Op. 36 (1975)
  - Pianotrio No. 3, Op. 46 (1986-7)

### N
- Robert Nasveld
  - Pianotrio "Hanging around"
- Lior Navok
  - The Old Photo Box (2006)
- Vítězslav Novák
  - Pianotrio No. 1 in g klein, Op. 1
  - Pianotrio No. 2 in d klein "Quasi una ballata", Op. 27
- Carl Nielsen
  - Pianotrio in G groot FS 3i (1883)
- Maarten van Norden
  - Pianotrio  "Bring in da Fonk" (1997)
- Anders Nordentoft
  - Pianotrio "Doruntine" (1994)
- Per Nørgård
  - Pianotrio "Spell" (1973)
- Ib Nørholm
  - Pianotrio Nr. 1 Op. 22 (1959)
  - Pianotrio Nr. 2 "Essai Prismatique" (1979)
  - Pianotrio Nr. 3 "Essai in Memoriam (1999)

### O
- Andrej Ocenas
  - Pianotrio, Op. 36 (1967)
- George Onslow
  - Pianotrios Nrs. 1-3, Op. 3 (1807)
  - Pianotrios Nrs. 4-6, Op. 14 (1817)
  - Pianotrio Nr. 7, Op. 20 (1822)
  - Pianotrio Nr. 8, Op. 26 (1823)
  - Pianotrio Nr. 9, Op. 27 (1823)
  - Pianotrio Nr. 10, Op. 83 (1851/2)
- Roel van Oosten
  - Pianotrio (1992)
- Buxton Orr
  - Pianotrio Nr. 1
  - Pianotrio Nr. 2
  - Pianotrio Nr. 3

### P
- Luis de Pablo
  - Pianotrio "Federico Mompou in Memoria" (1987)
  - Pianotrio (1993)
- Dimitri Papageorgiou
  - Trivalent voor viool, cello, en piano (2005)
- Horatio Parker
  - Suite voor pianotrio in A groot, Op.35
- Charles Hubert Parry
  - Pianotrio Nr. 1
  - Pianotrio Nr. 2 in b klein
  - Pianotrio Nr. 3 in G groot
  - Pianotrio in e klein
- Arvo Pärt
  - Mozart - Adagio (1992 / 1997)
- Robert Paterson
  - Sun Trio [1] (1995/rev. 2008)
- Hans Pfitzner
  - Pianotrio in Bes groot
  - Pianotrio in F groot, Op.8
- Astor Piazzolla
  - Retrato de Astor Piazzolla (17 stukken)
- Gabriel Pierné
  - Pianotrio Op. 45
- Lubomir Pipkov
  - Pianotrio (1930)
- Werner Pirchner
  - Wem gehört der Mensch...? PWV 31 (1988)
  - Heimat? PWV 29a (1992)
- Zoltan Paulinyi
  - Trio-choro / New Brazilian Trio (2008)

### R
- Robin de Raaff
  - Pianotrio
- Sergei Rachmaninoff
  - Trio Elégiaque No. 1 in g klein, Op. posth. (1892)
  - Trio Elégiaque No. 2 in d klein, Op .9 (1893)
- Joachim Raff
  - Pianotrio No. 1 in c klein, Op. 102
  - Pianotrio No. 2 in G groot, Op. 112
  - Pianotrio No. 3 in a klein, Op. 155
  - Pianotrio No. 4 in D groot, Op. 158
- Maurice Ravel
  - Pianotrio in a klein (1914)
- Alan Rawsthorne
  - Pianotrio
- Max Reger
  - Pianotrio Op. 2 in b klein (voor viool, altviool en piano)
  - Pianotrio in e klein, Op. 102 (geschr. in 1907).
- Anton Reicha
  - Sonate voor Piano, viool en cello in C groot, Op. 47 (gepub. in 1804)
  - Zes Trios Concertants  (Es groot, d klein, C groot, F groot, D groot, A groot), Op. 101 (Parijs, 1824)
- Konrad Rennert
  - Crossing The Bar - Fraktur XIII (1997)
- Joseph Rheinberger
  - Pianotrio in d klein, Op. 34 (1862, herzien in 1867)
  - Pianotrio in A groot, Op. 112 (1878)
  - Pianotrio in B es groot, Op. 121 (1880)
  - Pianotrio in F groot, Op. 191 (1898)  Ook bewerkt als piano-, strijkers- en blazerssextet
- Ferdinand Ries
  - Pianotrio in Es groot Op. 2
  - Pianotrio  in c klein Op. 143
- Wolfgang Rihm
  - Fremde Szenen I. - III. Versuche für Klaviertrio (1982/84)
- George Rochberg
  - Pianotrio Nr. 1
  - Pianotrio Nr. 2
  - Pianotrio Nr. 3 "Summer" (1990)
- Kurt Roger
  - Trio in E es groot, Op. 77 (1953)
- Julius Röntgen
  - Pianotrio No. 1 in B es groot, Op. 23 (1883)
  - Pianotrio No. 2 in D groot, Op. 23 (1898)
  - Pianotrio No. 3 in g klein (1898)
  - Pianotrio No. 4 in c klein, Op. 50 "Entam" (1904)
  - Pianotrio No. 5
  - Pianotrio No. 6 in c klein, Op. 50
  - Pianotrio No. 7
  - Pianotrio No. 8
  - Pianotrio No. 9 in f klein "Post tenebras lux"  (1924)
  - Pianotrio No. 10 in A groot "Gaudeamus" (1924)
- Joseph Guy Ropartz
  - Pianotrio (1918)
  - Pianotrio in a klein
- Ned Rorem
  - Spring Music
- Nikolai Roslavets
  - Pianotrio No. 1 (?)
  - Pianotrio No. 2 (1920)
  - Pianotrio No. 3 (1921)
  - Pianotrio No. 4 (1927)
- Albert Roussel
  - Pianotrio in Es groot, Op. 2
- Edmund Rubbra
  - Pianotrio in One Movement, Op. 68 (1950)
  - Pianotrio No. 2, Op. 138 (1970) ([3])
- Anton Rubinstein
  - Pianotrio No. 1 in F groot, Op. 15/1
  - Pianotrio No. 2 in g klein, Op. 15/2
  - Pianotrio No. 3 in B es groot, Op. 52
  - Pianotrio No. 4 in A groot, Op. 85
  - Pianotrio No. 5 in c klein, Op. 108
- Jesus Rueda
  - Memoria de Laberinto (2000)
- Joseph Ryelent
  - Pianotrio No. 1 in b klein, Op. 57 (1915)
  - Pianotrio No. 2, Op. 131 (1944)[9]

### S
- Camille Saint-Saëns
  - Pianotrio No. 1 in F groot, Op. 18 (1863)
  - Pianotrio No. 2 in e klein, Op. 92 (1892)
  - Le Carnaval des Animaux
- Alfredo Sangiorgi
  - Tre invenzioni (1947)
- Philipp Scharwenka
  - Pianotrio No 1 in C is klein, Op. 100
- Xaver Scharwenka
  - Pianotrio No. 1 in F is klein, Op. 1[10]
  - Pianotrio No. 2 in a klein, Op. 45
- Lalo Schifrin
  - Hommage à Ravel
- Karl Schiske
  - Sonatina op.34 (1952)
- Helmut Schmidinger
  - "... schickt sich wahrscheinlich nicht in einem so ernsten Konzert". Zehn Sätze aus "Leutnant Gustl" von Arthur Schnitzler (2003/04)
- Tobias PM Schneid
  - Pianotrio No. 2 (2007)
- Alfred Schnittke (1934-1998)
  - Pianotrio (bewerking in 1992 van zijn strijktrio (1985))
- Johann Schobert
  - Pianotrio in Bes groot Op. 16 nr. 1
  - Pianotrio in F groot Op. 16 nr. 4
- Arnold Schönberg
  - Verklärte Nacht (Bewerking van Eduard Steuermann)
- Paul Schoenfield
  - Café Music
- Robert Schollum
  - Halbturn Evening Music voor viool, cello, en piano, Op. 95 (1975)
- Franz Schubert
  - Pianotrio No. 1 in B es groot, D. 898
  - Pianotrio No. 2 in E es groot, D. 929
  - Pianotrio in B es groot "Sonatensatz", D. 28
  - Pianotrio in E es groot "Nocturne" (Adagio only), D. 897
  - 16 Duitse Dansen en 2 Ecossaises op.33/D 783 (bewerking van  M. Hornstein)
- Gunther Schuller
  - Pianotrio (1984)
- Clara Schumann
  - Trio voor piano, viool & cello in g klein, Op. 17
- Robert Schumann
  - Pianotrio No. 1 in d klein, Op. 63
  - Pianotrio No. 2 in F groot, Op. 80
  - Pianotrio No. 3 in g klein, Op. 110
  - Fantasiestücke in a klein, Op.88
  - Studien. 6 Stücke in canonischer Form Op. 56 (bewerking van Th. Kirchner)
- Friedrich Schwarzacher
  - Trio 47/99
- Kurt Schwertsik
  - Bagatellen in stark wechselnder Laune op.36 (1979)
- Gerald Shapiro
  - Pianotrio (1992)
- Vissarion Shebalin
  - Pianotrio in a klein, Op. 39 (1946/47)
- Dmitri Shostakovich
  - Pianotrio No. 1 in c klein, Op. 8 (1923)
  - Pianotrio #2 in e klein, Op. 67 (1944)
- Jean Sibelius
  - Alla Marcia in C groot
  - Allegretto in As groot
  - Allegretto in Es groot
  - Pianotrio in g klein (1883)
  - Pianotrio No. 1 in a klein (1884)
  - Adagio - Allegro Maestoso (1885)
  - Allegro (1886)
  - Pianotrio No. 2 in a klein "Havträsk trio" (1886)
  - Pianotrio No. 3 in D groot "Korpo" (1887)
  - Andantino voor pianotrio (1887-8)
  - Pianotrio No. 4 in C groot "Loviisa trio" (1888)
- Robert Simpson
  - Pianotrio (1989)
- Christian August Sinding
  - Pianotrio nr. 1 opus 23
  - Pianotrio nr. 2 opus 64
  - Pianotrio nr. 3 opus 87
- Bedřich Smetana
  - Pianotrio in g klein, JB 1:64 (Op. 15)
- Sogomon Sogomonian
  - Al ailujs (arr. Sarguis Aslamazian)
  - Chinar és (arr. Sarguis Aslamazian)
  - Garún (arr. Sarguis Aslamazian)
  - Kakavik (arr. Sarguis Aslamazian)
  - Kelé-kelé (arr. Sarguis Aslamazian)
  - Keler-tsoler (arr. Sarguis Aslamazian)
- Louis Spohr
  - Pianotrio Nr. 1 in e klein Op. 119
  - Pianotrio Nr. 2 in F groot Op. 123
  - Pianotrio Nr. 3 in a klein Op. 124
  - Pianotrio Nr. 4 in B groot Op. 133
  - Pianotrio Nr. 5 in g klein Op. 142
- Charles Villiers Stanford
  - Pianotrio Nr. 1 Op. 35
  - Pianotrio Nr. 2 in g klein Op. 73
  - Pianotrio Nr. 3 "Per aspera ad astra" Op. 158
- Bernard Stevens
  - Pianotrio Op. 3
- Richard Strauss
  - Pianotrio No. 1 in A groot, Op.AV.37
  - Pianotrio No. 2 in D groot, Op.AV.53
- Josef Suk
  - Pianotrio in c klein, Op. 2
  - Elegie voor ** Pianotrio, Op. 23
- Georgy Sviridov
  - Pianotrio in a klein, Op. 61
- Tomas Svoboda
  - Passacaglia & Fuga, Op. 87
  - Fantasie, Op. 120
  - Trio (van Gogh), Op. 116

### T
- Jenő Takács
  - Trio-Rhapsodie op.11
- Toru Takemitsu
  - Between tides (1993)
- Sergej Taneyev
  - Pianotrio in D groot, Op. 22
- Alexandre Tansman
  - Pianotrio No. 2 (1939)
- Aleksander Georgievitch Tchugaev
  - Pianotrio (1975/79)
- Sigismond Thalberg
  - Pianotrio in A groot, Op. 69
- Ludwig Thuille
  - Pianotrio
- Donald Francis Tovey
  - Pianotrio in b klein Op. 1
  - Pianotrio in c klein "Style Tragique" Op. 8
  - Pianotrio Op. 27
- Boris Tsjaikovski
  - Pianotrio in D groot (1953)
- Pjotr Iljitsj Tsjaikovski
  - Pianotrio in a klein, Op. 50
- Aleksandr Tsjerepnin
  - Pianotrio in D groot Op. 34
- Joaquín Turina (1882-1949)
  - Pianotrio No. 1, Op. 35
  - Pianotrio No. 2 in b klein, Op. 76
  - Pianotrio Nr. 3 "Circulo..."  Op. 91
- Mark-Anthony Turnage
  - A short procession, voor pianotrio (2003)

### U
- Erich Urbanner
  - "...in Bewegung..." Trio voor viool, cello, en piano (1990)

### V
- Pēteris Vasks
  - Episodi e Canto Perpetuo, Hommage à Messiaen (1985)
  - Plainscapes (2011)
- Theo Verbeij
  - Pianotrio
- Sandor Veress
  - Pianotrio in Bes groot (1924)
  - Tre quadri (1963)
- Alice Verne-Bredt
  - Phantasy Trio
- Heitor Villa-Lobos
  - Pianotrio Nr. 1 (1911)
  - Pianotrio Nr. 2 (1915)
  - Pianotrio Nr. 3 (1918)
- Pancho Vladigerov
  - Trio in bes klein, Op. 4 (1916)
- Robert Volkmann
  - Pianotrio No. 1 in F groot, Op. 3
  - Pianotrio No. 2 in bes klein, Op. 5

### W
- Robert Ward
  - Pianotrio "Dialogues"
- Graham Waterhouse
  - Bei Nacht op. 50 (1999)
  - Canto Notturno (2009)
- Karl Weigl
  - Trio (1938/39)
- Douglas Weilen
  - Eerste Trio (op. 22) 1995
  - Tweede Trio (op.32) "Pavey Ark" 2002
- Mieczysław Weinberg (1919-1996)
  - Pianotrio, Op. 24
- Kenny Wheeler
  - A little peace voor ** Pianotrio (2002)
- Hermann Wichmann
  - Pianotrio in Es groot, Op.10
- Ernst Widmer
  - A ultima flor, Op.60 (1968)
- Charles-Marie Widor
  - Pianotrio  in Bes groot Op. 19
- Dag Wirén
  - Pianotrio Nr. 1
  - Pianotrio Nr. 2
- Charles Wuorinen
  - Pianotrio

### Y
- Makar Yekmalia
  - Pianotrio "Hair mer"
  - Pianotrio "Surb-surb"
- Isang Yun
  - Trio (1972/75)

### Z
- Eric Zeisl
  - Suite in b klein Op. 8
- Bernd Alois Zimmermann
  - Présence. Ballet blanc en cinq scènes (1961)
- Djuro Zivkovic (1975-)
  - Pianotrio (2001)
- Ellen Taaffe Zwilich
  - Pianotrio
- Otto M. Zykan
  - g-kettet (1996)
  - Drei Bagatellen (1998)

## Soloconcerten voor pianotrio en orkest
(Onvolledig)
- Ludwig van Beethoven - Opus 56: Tripelconcert in C majeur (1805)
- Alfredo Casella - Tripelconcert, op. 56 (1933)

## Andere combinaties voor pianotrio dan de standaardbezetting
Veel werken bestaan ook voor andere instrumentencombinaties, maar kunnen desondanks ook tot de pianotrio's gerekend worden. Onder andere:
- Béla Bartók
  - Contrasts (1938) voor viool, klarinet, en piano
- Ludwig van Beethoven
  - Trio voor klarinet, cello, piano in B es groot, Op. 11
- Alban Berg
  - Adagio (bewerking van deel 2 van het  Kamerconcert) voor viool, klarinet, piano, Op. 7
- Johannes Brahms
  - Trio voor viool, hoorn (of altviool), piano in E es groot, Op. 40
  - Trio voor klarinet (of altviool), cello, piano in a klein, Op. 114
- Max Bruch
  - Trio voor klarinet (of viool), cello, en piano in c klein, Op. 5
  - Acht Stukken voor klarinet (of viool), altviool (of cello), en piano, Op. 83
- Carl Frühling
  - Trio voor klarinet, cello, en piano in a klein, Op. 40
- Mikhail Glinka
  - Trio pathétique, voor klarinet (or viool), fagot (of cello), en piano in d klein, G. iv173
- Paul Hindemith
  - Trio voor heckelfoon (of tenor saxofoon), altviool en piano, Op. 47
- Joseph Jongen
  - Pianotrio Op. 30 voor viool, altviool en piano
- Aram Khachaturian
  - Trio voor klarinet, viool, en piano in g klein, Op. 30 (1932)
- Darius Milhaud
  - Suite voor viool, klarinet en piano
- Wolfgang Amadeus Mozart
  - Trio voor klarinet (of viool), altviool (of cello), en piano in Es groot "Kegelstatt", K. 498
- Matty Niël
  - Trio voor fluit, viool en piano (ca. 1970)
- Francis Poulenc
  - Trio voor hobo, fagot, en piano, FP 43
- Robert Schumann
  - Märchenerzählungen voor klarinet, altviool, en piano, Op. 132
- Karl Weigl
  - New England Suite voor klarinet, cello en piano
- Alexander Zemlinsky
  - Trio voor klarinet, cello, en piano in d klein, Op. 3